# Зоряний нуклеосинтез

Таблиця походження хімічних елементів. Елементи, позначені зеленим, жовтим, фіолетовим або сірим кольором, утворюються в зорях.

Зоряний нуклеосинтез — перетворення одних атомних ядер на інші у ядерних реакціях у зорях. Ці ж ядерні реакції є основним джерелом енергії зір. Більшість зір світяться завдяки тому, що перетворюють водень на важчі елементи. Майже всі атомні ядра, важчі за гелій (в тому числі більшість елементів, що складають Землю) були утворені в ядерних реакціях у зорях попередніх поколінь і потім викинуті в космос у кінці їх зоряної еволюції.
Найважливіші ядерні реакції у зорях — реакції ядерного горіння водню, у яких чотири протони перетворюються на ядро гелію-4. Під час стадії головної послідовності, яка займає близько 90 % життя зорі, у її ядрі йдуть саме ці реакції. Згоряння водню відбувається двома способами: у протон-протонному ланцюжку та у вуглецево-азотному циклі.
Наступні реакції можуть протікати лише у достатньо масивних зорях. За рахунок цих реакцій зорі отримують значно менше енергії, ніж за рахунок згоряння водню, але саме у цих реакціях формується більшість інших хімічних елементів. Перша з цих реакцій — ядерне горіння гелію, у якому гелій-4 перетворюється на вуглець і кисень. Після згоряння гелію починається ядерне горіння вуглецю, неону, кисню і, нарешті, кремнію. У цих реакціях синтезуються різні елементи аж до залізного піку, найважчий із яких — цинк. Синтез важчих елементів енергетично невигідний і не відбувається при термодинамічній рівновазі, проте в деяких умовах, наприклад, у вибухах наднових, можливий і він. Важкі елементи формуються в ході s-процесу і r-процесу, при яких ядра захоплюють нейтрони, а також p-процесу, при якому ядро може, наприклад, захоплювати протони.
Питання про джерело енергії зір виникло після того, як було сформульовано закон збереження енергії, — у 1840-х роках. Гіпотезу про те, що енергія виділяється при перетворенні водню на гелій, висунув у 1920 році Артур Еддінгтон, після чого були відкриті ядерні реакції, необхідні для цього процесу. У 1941 році Мартін Шварцшильд розрахував модель Сонця з термоядерним джерелом енергії і зміг теоретично передбачити деякі спостережувані властивості Сонця, — таким чином була підтверджена теорія термоядерного синтезу в надрах зір. Пізніше було відкрито можливість протікання інших реакцій у надрах зір, а 1957 року вийшла стаття B²FH, де було в деталях пояснено походження більшості хімічних елементів.

## Загальна інформація

### Енерговиділення

Енергія зв'язку в ядрі однією нуклон

Термоядерні реакції, у яких із легких ядер синтезуються важки, — основне джерело енергії зір, причому найбільший внесок у загальне енерговиділення дають реакції ядерного горіння водню. Велике енерговиділення в ядерних реакціях на одиницю маси дає зорям змогу підтримувати високу світність протягом тривалого часу: наприклад, світність Сонця становить 4 × 1026 Вт, а повна тривалість його життя складе понад 1010 років.
Маса ядер менша, ніж сумарна маса нуклонів, що їх складають, через енергію зв'язку в ядрах. При термоядерних реакціях енергія зв'язку збільшується, тобто маса {\displaystyle m} зменшується, і частина маси переходить в енергію {\displaystyle E} за формулою {\displaystyle E=mc^{2}}, де {\displaystyle c} — швидкість світла. Наприклад, при перетворенні чотирьох протонів на ядро гелію виділяється близько 7 МеВ на один нуклон, у той час як енергія спокою нуклона становить 1 ГеВ, так що при перетворенні водню в гелій 0,7 % маси переходить в енергію, а на кожен кілограм водню, що перетворився на гелій, виділяється енергія 6,4 × 1014 Дж.
Більшість енергії переходить у тепло, яке поступово переноситься до поверхні зорі та у вигляді фотонів випромінюється в космос. Невелика частина енергії виділяється у формі нейтрино, які вільно залишають зорю, не взаємодіючи з її речовиною.

### Нуклеосинтез
Внаслідок ядерних реакцій утворюються ядра різних хімічних елементів. Зорі невеликої маси здатні синтезувати гелій із водню, масивніші зорі можуть підтримувати й інші реакції, у яких формуються важчі елементи, аж до залізного піку, на якому ядра мають максимальну питому енергію зв'язку. Синтез ще важчих елементів енергетично невигідний, але він може відбуватися в деяких умовах, наприклад, за наявності вільних нейтронів. Хоча реакції, що йдуть після ядерного горіння водню, не такі важливі за сумарним енерговиділенням, саме в них синтезується більшість хімічних елементів важчих за гелій.
Поступова зміна хімічного складу внаслідок ядерних реакцій є причиною еволюції зір. Синтезовані у зорях елементи потрапляють до навколишнього простору різними шляхами: наприклад, при вибухах наднових, хоча й тоді деяка частина речовини залишається у компактних залишках зір. Зорі відіграють ключову роль у нуклеосинтезі — виробництві більшості хімічних елементів та збагаченні ними міжзоряного середовища.

### Умови у зорях
Нуклони в атомних ядрах пов'язані силами ядерної взаємодії, але ці сили діють лише на малих відстанях — порядку розмірів ядра, тоді як на великих відстанях домінує електростатичне кулонівське відштовхування. Для того, щоб ядерна взаємодія переважила електростатичну та відбулася термоядерна реакція, ядрам потрібно зблизитися, подолавши кулонівський бар'єр.
У надрах зір температура достатньо висока, щоб деяка невелика частка ядер могла долати кулонівський бар'єр. У рамках класичної механіки ймовірність цього була б мізерна — наприклад, для Сонця температура в центрі становить близько 107 K, що відповідає середній енергії порядку 1 кеВ, а для подолання кулонівського бар'єру між двома протонами необхідна енергія порядку 1 МеВ — у 1000 разів більше. Для максвеллівського розподілу частинок за швидкостями таку енергією має лише {\displaystyle e^{-1000}} від усіх частинок, тобто 10−430, тоді як у Сонці всього 1057 частинок. Однак насправді завдяки тунельному ефекту частинки з енергією, значно нижчою за висоту бар'єру, все ще можуть з деякою ймовірністю його подолати, «протунелюватись» через бар'єр. Це суттєво підвищує ймовірність ядерних реакцій у зорях і робить можливим зоряний нуклеосинтез.

### Темп реакцій

Залежність потужності енерговиділення від температури для різних реакцій: pp-циклу (зелений), CNO-циклу (синій) та потрійного альфа-процесу (червоний). Жовтим відмічена температура в ядрі Сонця.

Можна розглянути два типи частинок, {\displaystyle A} і {\displaystyle B}, при взаємодії яких можлива ядерна реакція. Якщо їх концентрації становлять {\displaystyle n_{A}} і {\displaystyle n_{B}}, при цьому відносна швидкість групи частинок {\displaystyle A} та групи частинок {\displaystyle B} складає {\displaystyle v_{r}}, тоді кількість реакцій {\displaystyle r_{AB}} на одиницю об'єму виражається формулою:
{\displaystyle r_{AB}=\sigma (v_{r})v_{r}n_{A}n_{B}}
У цій формулі {\displaystyle \sigma (v_{r})} — поперечний переріз реакції — параметр, що характеризує ймовірність цієї реакції. Він має розмірність площі та залежить від швидкості {\displaystyle v_{r}}, з якою частинки стикаються. Однак модель із такими двома групами частинок не підходить для речовини зір: відносні швидкості частинок у них описуються максвеллівським розподілом {\displaystyle \Phi (v_{r})}, тому вираз для темпу реакцій набуває іншого вигляду:
{\displaystyle r_{AB}=\lambda _{AB}n_{A}n_{B},}
{\displaystyle \lambda _{AB}=\int _{0}^{\infty }v_{r}\sigma (v_{r})\Phi (v_{r})dv_{r}}
Величина {\displaystyle \lambda _{AB}} називається темпом реакцію пару частинок. Якщо розглядаються реакції між однаковими частинками, то формула для {\displaystyle r_{AB}} виглядає так:
{\displaystyle r_{AA}={\frac {\lambda _{AA}n_{A}^{2}}{2}}}
Максвеллівський розподіл задається формулою:
{\displaystyle \Phi (v_{r})=\left({\frac {m_{r}}{2\pi kT}}\right)^{3/2}e^{-{\frac {m_{r}v_{r}^{2}}{2kT}}}4\pi v_{r}^{2}dv_{r}}
де {\textstyle m_{r}={\frac {m_{A}m_{B}}{m_{A}+m_{B}}}} — зведена маса частинок, {\displaystyle k} — стала Больцмана, {\displaystyle T} — температура. Ефективний переріз для ядерних реакцій пропорційний ймовірності подолання кулонівського бар'єру і залежить від кінетичної енергії частки {\displaystyle E=m_{r}v_{r}^{2}/2}:
{\displaystyle \sigma (v_{r})={\frac {S(E)}{E}}\exp \left[-\left({\frac {E_{G}}{E}}\right)^{1/2}\right]}
Тут {\displaystyle E_{G}} — константа, яка залежить тільки від властивостей ядер, що беруть участь у реакції, яка називається енергією Гамова. {\displaystyle S(E)} — функція, що слабко залежить від {\displaystyle E}, так що її наближено можна вважати константою. При підстановці цих значень у формулу для {\displaystyle \lambda _{AB}} і потім для {\displaystyle r_{AB}} виходить:
{\displaystyle r_{AB}=n_{A}n_{B}\left({\frac {8}{\pi m_{r}}}\right)^{1/2}\left({\frac {1}{kT}}\right)^{3/2}\int _{0}^{\infty }S(E)\exp \left[-{\frac {E}{kT}}-\left({\frac {E_{G}}{E}}\right)^{1/2}\right]dE}
Визначивши теоретично або експериментально темп деяуої реакції, можна порахувати його чутливість до зміни температури:
{\displaystyle \nu ={\frac {d\ln r_{AB}}{d\ln T}}}
Якби {\displaystyle \nu } було однаковим для різних температур, залежність темпу реакцій від температур виглядала б як {\displaystyle r_{AB}\propto T^{\nu }}. У дійсності {\displaystyle \nu } змінюється з температурою, але досить повільно, як {\displaystyle \nu \propto T^{-1/3}}, тому нерідко для опису чутливості реакції до температури використовують наближення. {\displaystyle r_{AB}\propto T^{\nu }}. Тоді потужність енерговиділення {\displaystyle \varepsilon } на одиницю об'єму виражається як {\displaystyle \varepsilon =\rho ^{2}T^{\nu }\varepsilon _{0}}, де {\displaystyle \rho } — густина речовини, а {\displaystyle \varepsilon _{0}} — деякий коефіцієнт пропорційності.

## Основні процеси

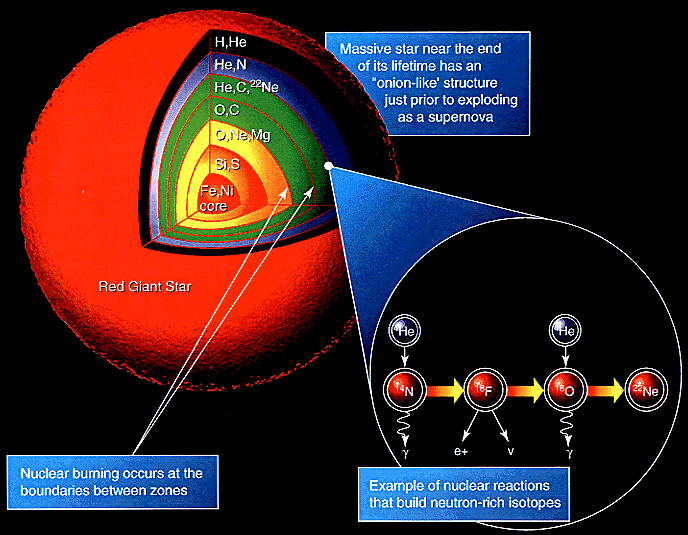
Розріз червоного гіганта демонструє процеси нуклеосинтезу

Маргарет Бербідж, Джеффрі Бербідж, Вільям Фаулер та Фред Гойл у 1957 році вказали основні ядерні реакції, у яких відбувається утворення атомних ядер, важчих за водень. До процесів зоряного нуклеосинтезу належать:
- «Горіння» водню (протон-протонний ланцюжок, вуглецево-азотний цикл) — утворення 42He
- «Горіння» гелію (потрійний α-процес) — утворення 126C
- Утворення елементів, важчих від гелію:
  - α-процес
  - «Горіння» вуглецю — утворення 2010Ne, 2412Mg
  - «Горіння» кисню — утворення 2814Si, 3216S
  - «Горіння» неону — утворення 3618Ar, 4020Ca
  - «Горіння» кремнію — утворення 5226Fe, 5628Ni
  - Рівноважний процес (e-процес)
- Утворення елементів, важчих від заліза:
  - Захоплення нейтронів:
    - s-процес — «повільне» захоплення, під час якого нестабільні ядра з невеликими періодами напіврозпаду, утворені внаслідок захоплення одного нейтрона, розпадаються до захоплення наступного. Процес призводить до утворення лише досить стабільних ядер від заліза до бісмуту, оскільки елементи з номерами 84—89 не мають стабільних ізотопів.
    - r-процес — «швидке» захоплення, під час якого утворені внаслідок захоплення одного нейтрона нестабільні ядра не встигають розпастися до захоплення наступного. В основному зустрічається у процесах злиття двох нейтронних зір або нейтронної зорі та чорної діри (т. зв. кілонові), бо надані там умови, а саме концентрація нейтронів та температура, ідеально підходять для проходження r-процесу (див. Нуклеосинтез у кілонових).

  - Захоплення протонів:
    - p-процес — «повільне» захоплення протонів. Завдяки цьому процесу, зокрема, утворюються обійдені ядра.
    - rp-процес — «швидке» захоплення протонів.

  - Фотоядерна реакція:
    - x-процес
- Утворення легких елементів:
  - Реакції сколювання

## Реакції нуклеосинтезу

### Ядерне горіння дейтерію та літію
Дейтерій та літій — рідкісні елементи, тому згоряння цих елементів у ядерних реакціях завершується порівняно швидко й не дає великої кількості енергії. Однак реакції за участю цих елементів йдуть за порівняно низької температури, за якої ще неможливо ядерне горіння водню. Тому ядерне горіння дейтерію та літію — реакції, які починаються в зорях першими, ще на стадії протозорі. Ці реакції також йдуть у коричневих карликах — об'єктах, маса яких занадто мала, щоб запустити стабільне ядерне горіння водню і стати зорями.
Ядерне горіння дейтерію можливе при температурах не менше 5 × 105 K, і саме його можливість визначає нижню межу маси коричневого карлика — 0,013 M☉. Горіння дейтерію полягає у злитті дейтрона з протоном й утворенні ядра гелію-3:
{\displaystyle {\ce {d + p -> ^3_2He + \gamma}}}
Для ядерного горіння літію потрібна температура не менше 2 × 106 K, яка досягається в об'єктах із масою не менше 0,055—0,060 M☉. Ця реакція є злиттям ядра літію-7 з протоном, при якому утворюється два ядра гелію-4:
{\displaystyle {\ce {^7_3Li + p -> ^4_2He + ^4_2He}}}

### Ядерне горіння водню
Більшу частину маси зір — близько 70 % — становить водень, при перетворенні якого в гелій виділяється велика кількість енергії на один нуклон. У ланцюжку ядерних реакцій, які призводять до утворення заліза — елемента з найбільшою енергією зв'язку на нуклон, близько 70 % виділеної енергії припадає на реакції перетворення водню на гелій. Крім того, світність зір, поки вони спалюють водень у ядрі і знаходяться на головній послідовності, менша, ніж на наступних етапах, так що ця стадія займає більшу частину життя зорі — близько 90 %, і більшість зір у Всесвіті — зорі головної послідовності. Навіть коли водень у ядрі вичерпано, і зоря зійшла з головної послідовності, ядерне горіння водню все одно може продовжуватися у сферичній оболонці навколо ядра.
Ядерне горіння водню стає можливим за температури щонайменше 3 × 106 K. Наймасивніші коричневі карлики, важчі за 0,06 M☉, теж здатні деякий час спалювати водень, але припиняють цю реакцію до моменту, коли досягають рівноваги. Мінімальна маса об'єкта, здатного спалювати водень протягом тривалого часу і, таким чином, вважатись зорею, становить 0,075 M☉.
Ядерне горіння водню хоч і може йти різними шляхами, зводиться до реакції виду {\displaystyle {\ce {4p -> ^4_2He}}} із виділенням 27,3 МеВ енергії, тобто близько 7 МеВ на нуклон. У цій реакції також утворюються нейтрино, уносячи частку енергії, різну для різних шляхів даної реакції. Два основні шляхи горіння водню — протон-протонний ланцюжок і CNO-цикл, причому в обох можливі різні ланцюжки реакцій. У CNO-циклі як каталізатор виступають ядра вуглецю, азоту і кисню, і він більш чутливий до температури, ніж протон-протонний цикл. Протон-протонний цикл робить основний внесок в енерговиділення у зір із масою менше 1,5 M☉, де центральна температура нижче 1,8 × 107 K, а CNO-цикл домінує у масивніших зорях із гарячішими ядрами. У Сонця з центральною температурою 1,6 × 107 K у CNO-циклі виділяється лише 10 % енергії. Також CNO-цикл є основним шляхом ядерного горіння водню, якщо воно відбувається в сферичній оболонці.
Для протікання CNO-циклу необхідна наявність вуглецю, азоту та кисню у речовині зорі. Якщо цих елементів недостатньо — менше 10−10—10−9 маси зорі, то CNO цикл проходити не може, і єдиним джерелом енергії залишається протон-протонний цикл. Щоб за його допомогою виділяти достатньо енергії для збереження гідростатичної рівноваги, ядро зорі змушене стискатися і нагріватися набагато сильніше, ніж для зорі з нормальною металічністю. У цьому випадку температура в центрі потужних зір може досягати 100 мільйонів кельвінів, чого вже достатньо для проходження потрійного альфа-процесу за участю гелію. У цій реакції виробляється вуглець і коли його стає досить багато, енергія починає виділятися за рахунок CNO-циклу, а температура і тиск у ядрі зорі знижуються до значень, що спостерігаються у нормальних зір. Вважається, що описаний сценарій реалізовувався у зір гіпотетичного населення III: вони повинні були сформуватися з речовини, утвореної при первинному нуклеосинтезі, яка практично не містила елементів важчих за гелій. Такі елементи вперше утворилися саме в цих зорях, наймасивніші з яких швидко завершили свою еволюцію і викинули в міжзоряне середовище речовину, збагачену цими елементами. З такої речовини згодом і сформувалися зорі наступних поколінь — населення II та населення I.

### Горіння гелію
Після закінчення запасів водню в ядрі зорі в результаті р-р- або CNO-циклів він продовжує горіти в оболонці, яка оточує це гелієве зоряне ядро. Маса гелієвого ядра поступово збільшується, гравітаційні сили водночас стискають ядро зорі, підвищуючи його густину і температуру. Оболонка зорі, навпаки, сильно розширюється. У результаті змінених фізичних властивостей зоря сходить з головної послідовності діаграми «спектр — світність» і перетворюється на червоного гіганта.
У момент, коли в ядрі зорі температура досягає 1,5×108 К, а густина 5×104 г/см³, починається так звана потрійна реакція за участю ядер гелію
{\displaystyle 3\,\mathrm {_{2}^{4}He} \rightarrow \mathrm {_{6}^{12}C} }
Ще до експериментального виявлення збудженого стану ядра 12C Ф. Гойл із чисто астрофізичних міркувань показав, що для утворення вуглецю в процесі горіння гелію має існувати його збуджений стан поблизу границі розпаду на 8Be і 4He. Незважаючи на те що ядро 8Be, яке утворюється з двох ядер гелію, нестабільне (τ ≈ 10−16 с), воно встигає провзаємодіяти з ядром 4He. Ця взаємодія є резонансною і перетин σ досить великий завдяки тому, що енергія другого збудженого стану 12C** відповідає 7,65 МеВ і близька до енергії границі розпаду на нукліди 8Be + 4He, рівній 7,37 МеВ.
Поряд із розглянутою реакцією можлива реакція з утворенням кисню
{\displaystyle \mathrm {_{6}^{12}C} +\mathrm {_{2}^{4}He} \rightarrow \mathrm {_{8}^{16}O} +\mathrm {\gamma } }
Відносні кількості 12C і 16O значною мірою визначаються швидкостями реакцій
{\displaystyle 3\,\mathrm {_{2}^{4}He} \rightarrow \mathrm {_{6}^{12}C} }
та
{\displaystyle \mathrm {_{6}^{12}C} +\mathrm {_{2}^{4}He} \rightarrow \mathrm {_{8}^{16}O} +\mathrm {\gamma } }
На жаль, є значні невизначеності у встановленні швидкості останньої реакції. Утворені ядра 16O вступають у реакцію з ядрами 4He і утворюють ядра неону
{\displaystyle \mathrm {_{8}^{16}O} +\mathrm {_{2}^{4}He} \rightarrow \mathrm {_{10}^{20}Ne} +\mathrm {\gamma } }
Ядро 20Ne не володіє енергетичним рівнем, близьким до границі розпаду на 16O + 4He, і тому швидкість цієї реакції невелика. Навпаки, реакція 20Ne(4He, γ)24Mg характеризується багатьма ймовірними резонансами в області температур, відповідних горінню гелію. Процес горіння гелію супроводжується іншими реакціями з утворенням різних нуклідів. Наприклад, радіоактивний ізотоп фтору 18F, що утворюється в реакції
{\displaystyle \mathrm {_{7}^{14}N} +\mathrm {_{2}^{4}He} \rightarrow \mathrm {_{9}^{18}F} +\mathrm {\gamma } },
в результаті позитронного розпаду перетворюється на ізотоп кисню
{\displaystyle \mathrm {_{9}^{18}F} \rightarrow \mathrm {_{8}^{18}O} +e^{+}+\nu }
Слідом за утворенням 18O підуть реакції
{\displaystyle \mathrm {_{8}^{18}O} +\mathrm {_{2}^{4}He} \rightarrow \mathrm {_{10}^{22}Ne} +\mathrm {\gamma } }
{\displaystyle \mathrm {_{8}^{18}O} +\mathrm {_{2}^{4}He} \rightarrow \mathrm {_{10}^{21}Ne} +n}
і інші за участю гелію.

### Синтез елементів до залізного піку
| Реакція         | Тривалість стадії у роках | Тривалість стадії у роках | Тривалість стадії у роках |
| Реакція         | 15M☉                      | 20M☉                      | 25M☉                      |
| --------------- | ------------------------- | ------------------------- | ------------------------- |
| Горіння водню   | 1,1 × 107                 | 7,5 × 106                 | 5,9 × 106                 |
| Горіння гелію   | 1,4 × 106                 | 9,3 × 105                 | 6,8 × 105                 |
| Горіння вуглецю | 2600                      | 1400                      | 970                       |
| Горіння неону   | 2,0                       | 1,5                       | 0,77                      |
| Горіння кисню   | 2,5                       | 0,79                      | 0,33                      |
| Горіння кремнію | 0,29                      | 0,031                     | 0,023                     |

Хімічний склад масивної зорі на пізніх стадіях її еволюції (не в масштабі)

Процеси нуклеосинтезу у масивних зорях на пізніх стадіях еволюції складні та різноманітні. Після закінчення горіння гелію в ядрах цих зір послідовно відбуваються реакції, у яких виробляються все важчі хімічні елементи, аж до елементів залізного піку (їх створюють зорі з масами щонайменше 10—15 M☉). Синтез ще важчих елементів енергетично невигідний і у звичайних зорях за умови термодинамічної рівноваги він не відбувається. Найважчий елемент, який може утворитися в рівноважному нуклеосинтезі, — цинк. Важчі елементи можуть сформуватися тільки за нерівноважних умов, наприклад, у вибухах наднових.
Усі ці реакції завершуються дуже швидко — тривалість реакцій після ядерного горіння вуглецю не перевищує кількох років. При цьому час, за який зоря може достатньо змінити розмір, температуру та світність, відповідає тепловому часу, який для зір на відповідних стадіях еволюції близько 100—1000 років. Тому на цих пізніх стадіях зовнішні характеристики зір практично не встигають змінитись, однак у перенесенні збільшеного потоку енергії від ядра основну роль починає відігравати нейтринне випромінювання. Ці реакції можуть проходити одночасно в різних областях зорі: структура зорі за хімічним складом стає багатошаровою, і на межах між шарами відбуваються реакції, у яких один елемент перетворюється на інший.
Крім зазначених нижче реакцій, при термоядерному синтезі у зорях виробляється і безліч інших елементів легше заліза, проте численні реакції, при яких ці елементи утворюються, забезпечують незначний внесок в енерговиділення.

#### Горіння вуглецю
Після того, як у ядрі зорі масою понад 8 M☉ вичерпується гелій, воно стискається, і при досягненні температури (0,3—1,2) × 109 K у ньому починається ядерне горіння вуглецю:
{\displaystyle {\ce {^12_6C + ^12_6C -> ^24_12Mg}}}
Ізотоп магнію перебуває у збудженому стані, тому може розпадатися по одному з наведених шляхів:
{\displaystyle {\ce {^24_12Mg -> ^23_12Mg + n}}}
{\displaystyle {\ce {^24_12Mg -> ^20_10Ne + ^4_2He}}}
{\displaystyle {\ce {^24_12Mg -> ^23_11Na + p}}}
Також саме під час цієї стадії нейтрино починають грати вирішальну роль у перенесенні енергії з ядра зорі.
Водночас з цими реакціями утворюються алюміній, кремній і деякі інші сусідні нукліди в результаті захоплення утвореними нуклідами вивільнених p, n, α. Наприклад, 25Al утворюється в результаті
{\displaystyle \mathrm {_{12}^{24}Mg} +p\rightarrow \mathrm {_{13}^{25}Al} +\mathrm {\gamma } }
Характер горіння вуглецю сильно залежить від маси зорі. У масивних зорях вуглець може загорітися і продовжувати горіння в умовах статичної рівноваги зорі. У зорях масою всього лише кілька сонячних мас вуглець може загорітися в умовах виродженого стану електронів, якщо взагалі зможе утворитися вуглецеве ядро.

#### Горіння неону
Горіння неону характеризується короткою стадією і полягає у фотодисоціації 20Ne під дією високоенергетичних γ-квантів із відривом α-частинки. Вивільнені α-частинки взаємодіють із неоном і іншими ядрами до тих пір, поки не вичерпається запас неону.

#### Горіння кисню
Під горінням кисню мається на увазі злиття двох ядер 16O при енергіях кілька мегаелектронвольт (Т ≈ 109 К). Ця реакція має також кілька каналів:
{\displaystyle \mathrm {_{8}^{16}O} +\mathrm {_{8}^{16}O} \rightarrow \mathrm {_{14}^{28}Si} +\mathrm {_{2}^{4}He} +Q}, Q = 9,59 МеВ
{\displaystyle \mathrm {_{8}^{16}O} +\mathrm {_{8}^{16}O} \rightarrow \mathrm {_{15}^{31}P} +\mathrm {_{1}^{1}H} +Q}, Q = 7,68 МеВ
{\displaystyle \mathrm {_{8}^{16}O} +\mathrm {_{8}^{16}O} \rightarrow \mathrm {_{16}^{31}S} +n+Q}, Q = 1,45 МеВ
{\displaystyle \mathrm {_{8}^{16}O} +\mathrm {_{8}^{16}O} \rightarrow \mathrm {_{14}^{28}Si} +\mathrm {_{1}^{1}H} +\mathrm {_{1}^{1}H} +Q}, Q = 0,39 МеВ
{\displaystyle \mathrm {_{8}^{16}O} +\mathrm {_{8}^{16}O} \rightarrow \mathrm {_{12}^{24}Mg} +\mathrm {_{2}^{4}He} +\mathrm {_{2}^{4}He} -Q}, Q = 0,39 МеВ
{\displaystyle \mathrm {_{8}^{16}O} +\mathrm {_{8}^{16}O} \rightarrow \mathrm {_{13}^{27}Al} +\mathrm {_{2}^{4}He} +\mathrm {_{1}^{1}He} -Q}, Q = 1,99 МеВ

#### Горіння кремнію
Слідом за стадією горіння 16O у міру зростання температури і густини слідує горіння кремнію. Однак складні атомні ядра стають схильні до фотодисоціації, а звільнені α-, p-, n-частинки взаємодіють із ядрами, які не встигли продисоціювати, і утворюють важчі ядра, враховуючи ядра залізного піку на кривій поширеності елементів. Цей процес описується сотнею ядерних реакцій. Як приклад дві з таких реакцій:
{\displaystyle \mathrm {_{14}^{28}Si} +\mathrm {_{2}^{4}He} \rightarrow \mathrm {_{16}^{32}S} +\mathrm {\gamma } }
{\displaystyle \mathrm {_{16}^{32}S} +\mathrm {_{2}^{4}He} \rightarrow \mathrm {_{18}^{35}Ar} +\mathrm {\gamma } }
Реакція типу:
{\displaystyle \mathrm {_{14}^{28}Si} +\mathrm {_{14}^{28}Si} \rightarrow \mathrm {_{28}^{56}Ni} +\mathrm {\gamma } }
малоймовірна через великий кулонівський бар'єр. Цю реакцію символічно можна замінити на наступні:
{\displaystyle \mathrm {_{14}^{28}Si} +\mathrm {\gamma } \rightarrow \ 7\,\mathrm {_{2}^{4}He} }
{\displaystyle \mathrm {_{14}^{28}Si} +7{_{2}^{4}He}\rightarrow \mathrm {_{28}^{56}Ni} }
Ядра 56Ni в результаті двох β- розпадів перетворюються у 56Fe.
Горіння кремнію є кінцевою стадією термоядерного синтезу нуклідів у масивних зорях, на якій утворюються ядра групи заліза, які мають максимальну питому енергію зв'язку. Подальший термоядерний синтез у результаті приєднання легких ядер ядрами групи заліза не має місця, оскільки цей процес повинен протікати тільки з поглинанням енергії. Остання стадія зорі не може існувати довго, оскільки в її центрі термоядерні реакції згасають. Цей стан зорі називається переднадновою, який передує вибуху зорі внаслідок порушення в ній рівноваги.

### Синтез елементів після залізного піку
Термоядерні реакції в умовах термодинамічної рівноваги формують насамперед ядра з найбільшою енергією зв'язку, тобто елементи залізного піку. Важчі елементи формуються в нерівноважних умовах, зокрема, під час вибухів наднових.

#### Захоплення нейтронів
Один із механізмів утворення важких елементів — захоплення нейтронів, при якому відбувається злиття ядер із вільними нейтронами. Кулонівський бар'єр для таких реакцій відсутній. Вирізняють два види процесів нейтронного захоплення: s-процес (від англ. slow — «повільний») і r-процес (від англ. rapid — «швидкий»). Перший проходить при порівняно невеликому потоці нейтронів, другий — при великому.
При захопленні нейтрона масове число ядра збільшується на 1, а зарядове залишається тим самим. Ядра, у яких дуже багато нейтронів, нестійкі і можуть піддаватися бета-розпаду, при якому нейтрон у ядрі перетворюється на протон, тобто зарядове число збільшується на 1, а масове не змінюється. Таким чином, численні захоплення нейтронів призводять до бета-розпадів, у результаті утворюються ядра дедалі важчих елементів. Нейтронне захоплення грає основну роль у синтезі елементів важче заліза, причому в ньому виробляються ті елементи долина стабільності, які відносно багаті на нейтрони.

## Історія дослідження

### Розуміння джерела енергії зір
Після того, як у 1840-х роках було сформульовано закон збереження енергії, постало питання про джерело енергії зір, яке тривалий час залишалося невирішеним. За тогочасними геологічними даними вік Землі становив щонайменше сотні мільйонів років, такий саме порядок величини давали й уявлення про біологічну еволюцію. Отже, Сонце також мало світити не менше сотень мільйонів років із приблизно постійною світністю. Проте найефективніше із відомих на той час джерел енергії, запропоноване Германом Гельмгольцем і лордом Кельвіном, — власна гравітація — дало б Сонцю змогу світити лише протягом десятків мільйонів років. Надалі питання лише загострилося — після відкриття радіоактивності оцінка мінімального можливого віку Землі швидко підвищилася до 1,5 мільярда років.
У 1903 році П'єр Кюрі виявив виділення тепла радіоактивними елементами. У зв'язку з цим Джеймс Джинс висунув гіпотезу, що зорі виробляють енергію рахунок радіоактивного розпаду, але ця гіпотеза також була нездатна пояснити вік Сонця. Після того як Альберт Ейнштейн у 1906 році відкрив еквівалентність маси та енергії, Джинс припустив, що в зорях відбувається не радіоактивний розпад, а анігіляція речовини. Хоча гіпотеза анігіляції давала досить великий можливий час життя Сонця, вона не знайшла підтвердження в майбутньому, але сама ідея про внутрішнє ядерне джерело енергії зір виявилася правильною.
У 1920 році правильний механізм енерговиділення — перетворення водню на гелій — запропонував Артур Еддінгтон. На той момент вже було відомо, що маса спокою чотирьох протонів на 0,7 % перевищує масу ядра гелію, і що за такої реакції ця різниця мас могла б переходити в енергію. Цей механізм дав змогу пояснити термін життя Сонця.
Гіпотеза Еддінгтона одразу зіштовхнулась із серйозними запереченнями. По-перше, розраховані температури в центрах зір здавалися занадто малими, щоб частинки могли подолати кулонівський бар'єр та утворити важчі ядра. Ця проблема була вирішена в 1929 році застосуванням теорії тунельного ефекту до речовини в надрах зір. Крім того, не було відомо, яким саме чином може відбуватися така реакція, оскільки зіткнення одразу чотирьох протонів та двох електронів дуже малоймовірне. До 1939 року Ганс Бете, Карл Вайцзеккер і Чарльз Крічфілд незалежно один від одного відкрили два шляхи перетворення водню на гелій, pp-ланцюжок і CNO-цикл. У 1941 році Мартін Шварцшильд розрахував модель Сонця з термоядерним джерелом енергії і зміг теоретично передбачити деякі спостережувані властивості Сонця, таким чином підтвердивши теорію термоядерного синтезу в надрах зір. Пізніше було відкрито й інші можливі реакції у зорях, але проблема основного джерела енергії вже була в цілому вирішена.

### Уявлення про нуклеосинтез
У 1946 році Георгій Гамов і Фред Гойл незалежно один від одного опублікували дві наукові статті, у яких розглядали питання виникнення хімічних елементів у Всесвіті. Гамов стверджував, що хімічні елементи насамперед виникли невдовзі після виникнення Всесвіту в первинному нуклеосинтезі, а Гойл вважав, що хімічні елементи переважно виникають у зорях. До початку 1950-х років набагато більшою підтримкою користувалася теорія Гамова — виникнення важких елементів у зорях здавалося малоймовірним, оскільки для їхнього синтезу були потрібні температури на два порядки більші, ніж у зорях головної послідовності. Однак згодом і в теорії Гамова виявилися проблеми: спостережуваний хімічний склад Всесвіту був занадто неоднорідним для такого повсюдного нуклеосинтезу, крім того, відсутність стабільних ядер із масовими числами 5 і 8 унеможливлювала синтез елементів із більшими масовими числами, — і дійсно, при первинному нуклеосинтезі сформувалися тільки легкі ядра.
У наступні роки ставали відомими різні можливі ядерні реакції в зорях: наприклад, в 1952 році Едвін Солпітер відкрив можливість потрійного альфа-процесу, а в 1953—1954 роках було відкрито ядерне горіння вуглецю і кисню. Нарешті, в 1957 році була опублікована стаття, відома як B²FH за першими літерами прізвищ її авторів — Маргарет і Джефрі Бербіджів, Вільяма Фаулера і Фреда Гойла. У цій оглядовій роботі було зведено розрізнені дані про ядерні реакції у зорях і було з високою точністю пояснено походження більшості хімічних елементів. Стаття B²FH стала однією з найважливіших і найцитованіших статей в історії астрофізики.

### Подальше вивчення
Дослідження зоряного нуклеосинтезу та зоряної еволюції продовжувались, а теоретичні моделі ставали все точнішими. Так, наприклад, ще в 1940-х роках обговорювалася можливість спостереження нейтрино, а в 1968 році був проведений перший експеримент зі спостереження сонячних нейтрино. Виявилося, що кількість нейтрино, випромінюваних Сонцем, була меншою, ніж передбачала теорія. Ця проблема, відома як проблема сонячних нейтрино, вирішилася у 2002 році: тоді були виявлені нейтринні осциляції, у результаті яких нейтрино можуть переходити з одного типу до іншого, і деякі з цих типів не спостерігаються детектором. Таким чином, спостережувана розбіжність була пояснена нейтринними осциляціями, а дані про ядерні реакції в Сонці виявилися вірними.

## Виноски
1. ↑  2 у знаменнику виникає через те, що темп реакцій пропорційний числу можливих пар частинок в одиниці об'єму. Якщо в реакції беруть участь частинки різних типів із концентраціями {\displaystyle n_{A}} і {\displaystyle n_{B}}, то число можливих пар - це добуток {\displaystyle n_{A}n_{B}}.
Якщо у реакції беруть участь частинки одного виду з концентрацією {\displaystyle n_{A}}, то кожна з них не може реагувати сама з собою, тому число пар зменшується до {\displaystyle n_{A}(n_{A}-1)}. Крім того, у такому добутку кожна пара рахується двічі, й оскільки частинки однакові, то пара частинок {\displaystyle A_{1}} і {\displaystyle A_{2}} — та сама пара, що й {\displaystyle A_{2}} і {\displaystyle A_{1}}. Тому кількість пар становить {\displaystyle n_{A}(n_{A}-1)/2}, що приблизно дорівнює {\displaystyle n_{A}^{2}/2}, оскільки {\displaystyle n_{A}} зазвичай досить велика[21].
2. ↑  Більш строго — утворюються ще й позитрони, але вони анігілюють з електронами в плазмі. Енерговиділення в 27,3 МеВ на реакцію наведено з урахуванням анігіляції[34].
3. ↑  Сучасна оцінка віку Землі - 4,6 мільярда років[13].